# Troilus i Criseyda
Troilus i Criseyda (ang. Troilus and Criseyde) – poemat epicki w 5 księgach autorstwa angielskiego poety Geoffreya Chaucera, napisany w drugiej połowie czternastego wieku.

## Charakterystyka ogólna
Troilus i Criseyda jest dziełem obszernym, liczącym – jak podaje Przemysław Mroczkowski, znawca dorobku Chaucera – 8229 wersów. Poza tym poemat jest utworem skończonym i dopracowanym, podczas gdy inne prace poety – jak Opowieści kanterberyjskie – pozostały fragmentaryczne.

## Forma
Poemat został napisany strofą królewską, czyli zwrotką siedmiowersową rymowaną ababbcc, która została przez Chaucera wprowadzona do poezji angielskiej i w tym dziele użyta po raz pierwszy na tak wielką skalę.

## Treść
Poemat Chaucera należy do nurtu epiki miłosnej. Rzecz dzieje się w Troi. Trojański książę Troilus, syn króla Priama i brat Hektora, otwarcie kpi sobie z miłości i zostaje za to ukarany przez boga miłości nieodpartym uczuciem do Criseydy. Troilus, by zbliżyć się do ukochanej, korzysta z pomocy jej wuja, Pandara. Młodzi zaczynają pisać do siebie listy. Wreszcie dochodzi do ich spotkania. Miłość pozornie zwycięża. Jednak nad nowym związkiem ciąży fatum. Ojciec Criseydy, Kalchas, prorok trojański, który przeszedł na stronę Greków, proponuje wymianę córki za wziętego do niewoli rycerza Antenora. Criseyda obiecuje Troilusowi, że ucieknie z greckiego obozu, gdy tam dotrze. Jednak wśród Greków poznaje oczarowanego nią Diomedesa i zostaje jego kochanką. W liście wysłanym do Troi zrywa z Troilusem. Wzgardzony wojownik rzuca się w wir walki i ginie jak bohater, a jego dusza uchodzi do nieba.

## Inspiracja
Temat swojego dzieła Chaucer zaczerpnął z poematu Giovanniego Boccaccia Filostrato. Juliusz Kydryński twierdzi, że „Chaucer prześcignął Boccaccia niepomiernie, wzbogacając swój poemat o całą jego treść moralną i filozoficzną, a zwłaszcza o niezwykle pogłębioną charakterystykę bohaterów.”

## Przekład
Poemat Chaucera przełożył w całości Maciej Słomczyński, zachowując model strofy ababbcc. Dwie zwrotki przetłumaczył też na potrzeby swojej Antologii liryki angielskiej 1300–1950 Jerzy Pietrkiewicz.